# Linia kolejowa nr 968
Linia kolejowa nr 968 – pierwszorzędna, jednotorowa, zelektryfikowana linia kolejowa łącząca rozjazd 2. z rozjazdem 51. na stacji Iława Główna.
Kilometraż linii w miejscu, gdzie kończy swój bieg, pokrywa się z kilometrażem linii kolejowej Iława R1 – Iława R142.
Linia stanowi tor łączący między linią kolejową Warszawa Wschodnia – Gdańsk Główny a linią kolejową Iława R1 – Iława R142 i umożliwia przejazd pociągów z części towarowej oraz peronu 3. na Iławie Głównej w stronę Działdowa.